# Ziębice

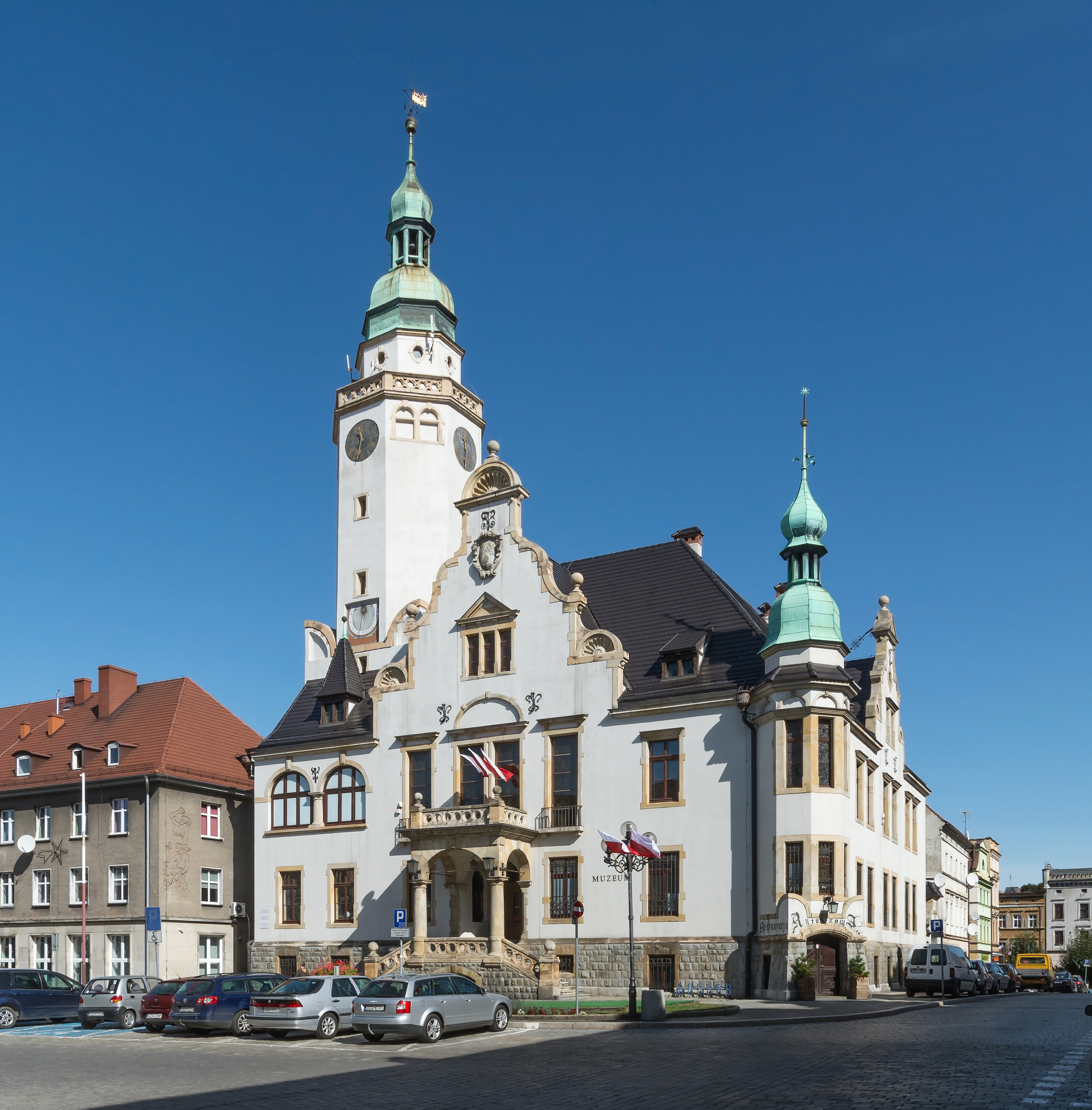
Ayuntamiento de Ziębice

Ziębice (alemán: Münsterberg) localidad cercana al río Oława en el voivodato de Baja Silesia, Polonia. Se encuentra a 60 km al sur de Breslavia en Ząbkowice Śląskie y cuenta con 9.700 habitantes aproximadamente.
En la Edad Media, era la capital del ducado de Silesia.

## Celebridades
- Edyta Górniak
- Janusz Kamiński